# EasyPower

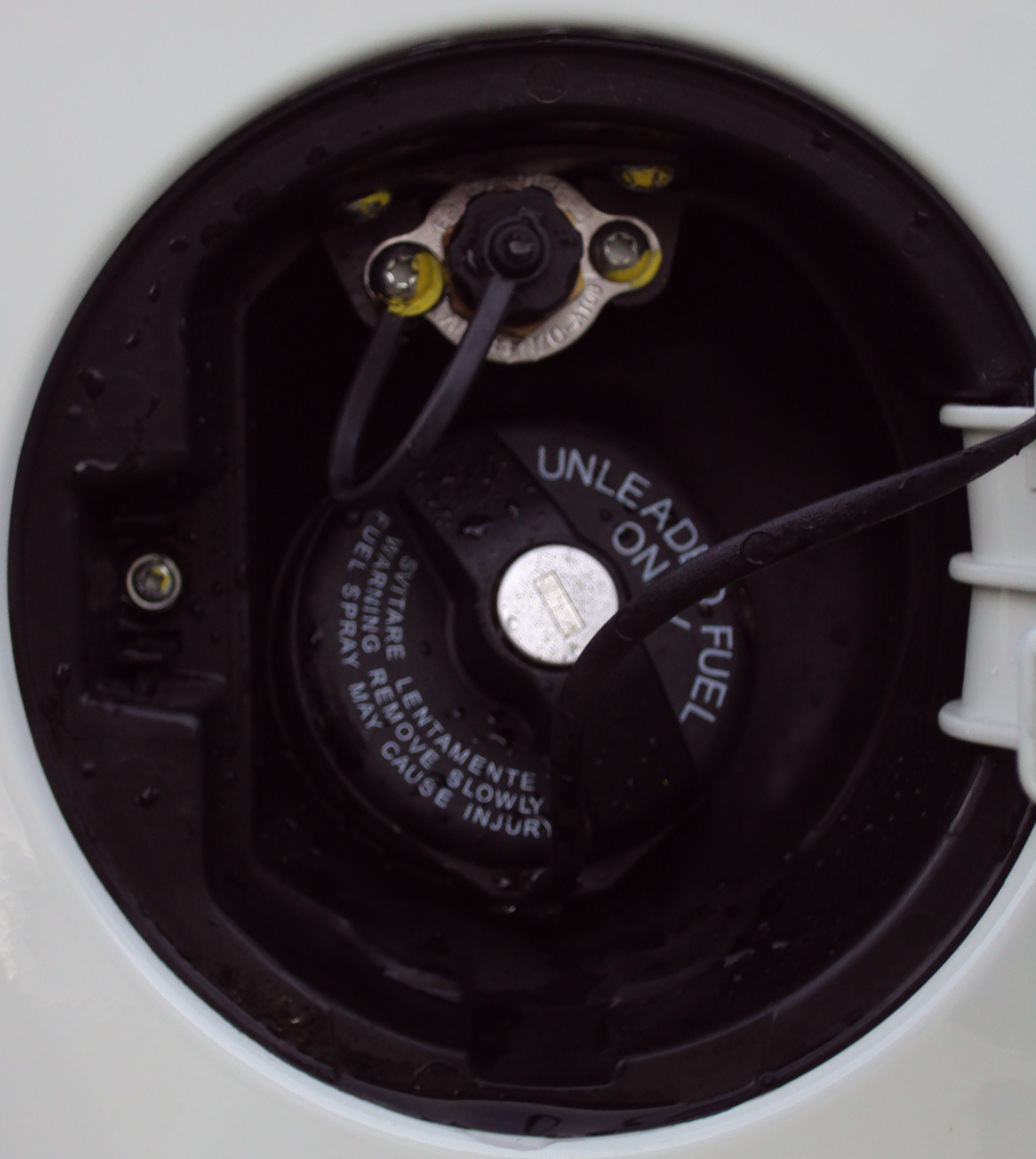
Boquillas de llenado de un Fiat Bravo EasyPower.

EasyPower es la denominación con la cual Fiat Group Automobiles designa ciertos automóviles con motor de gasolina adaptados para ser alimentados adicionalmente con gas licuado del petróleo (GLP). Previamente se había utilizado en algunos modelos la denominación GPower.

## Motorizaciones

### 1.2 FIRE
| Automóvil      | Inicio | Fin  | Familia | Tecnología | Combustible    | Cil. | Cubicaje (cc.) | Vál. | Potencia (CV/ rpm) | Par (Nm/ rpm) | Vel. máx. (km/h) | Aceleración 0-100 km/h (s) | Consumo (l/100km) | Emisión CO2 (g/km) | S&S | Transmisión      | Rel. |
| -------------- | ------ | ---- | ------- | ---------- | -------------- | ---- | -------------- | ---- | ------------------ | ------------- | ---------------- | -------------------------- | ----------------- | ------------------ | --- | ---------------- | ---- |
| Fiat 500       | 2012   |      | FIRE    | EasyPower  | GLP o gasolina | 4L   | 1242           | 8    | 69/ 5500           | 102/ 3000     | 160              | 12,9                       | 6,6               | 106 EURO 5         | No  | Delantera Manual | 5    |
| Fiat Panda     | 2008   | 2011 | FIRE    | EasyPower  | GLP o gasolina | 4L   | 1242           | 8    | 60/ 5000           | 102/          | 155              | 14,0                       | 7,2               | 116 EURO 4         | No  | Delantera Manual | 5    |
| Fiat Panda     | 2012   |      | FIRE    | EasyPower  | GLP o gasolina | 4L   | 1242           | 8    | 69/ 5500           | 102/ 3000     | 164              | 14,2                       |                   | 107 EURO 5         | No  | Delantera Manual | 5    |
| Lancia Ypsilon | 2011   |      | FIRE    | EasyPower  | GLP o gasolina | 4L   | 1242           | 8    | 69/ 5500           | 102/ 3000     | 163              | 14,5                       | 4,9               | 110 EURO 5         | Si  | Delantera manual | 5    |

### 1.4 FIRE
| Automóvil      | Inicio | Fin | Familia | Tecnología | Combustible    | Cil. | Cubicaje (cc.) | Vál. | Potencia (CV/ rpm) | Par (Nm/ rpm) | Vel. máx. (km/h) | Aceleración 0-100 km/h (s) | Consumo (l/100km) | Emisión CO2 (g/km) | S&S | Transmisión      | Rel. |
| -------------- | ------ | --- | ------- | ---------- | -------------- | ---- | -------------- | ---- | ------------------ | ------------- | ---------------- | -------------------------- | ----------------- | ------------------ | --- | ---------------- | ---- |
| Fiat Bravo     | 2009   |     | FIRE    | EasyPower  | GLP o gasolina | 4L   | 1368           | 16   | 90/ 5500           | 128/ 4500     | 179              | 12,5                       | 6,7               | 134 EURO 5         | No  | Delantera Manual | 6    |
| Fiat Idea      | 2009   |     | FIRE    | EasyPower  | GLP o gasolina | 4L   | 1368           | 8    | 77/ 6000           | 115/ 3250     | 163              | 13,5                       | 6,2               | 145 EURO 5         | No  | Delantera manual | 5    |
| Fiat Punto EVO | 2012   |     | FIRE    | EasyPower  | GLP o gasolina | 4L   | 1368           | 8    | 77/ 6000           | 115/ 3250     | 163              | 13,2                       | 5,7               | 114 EURO 5         | No  | Delantera manual | 5    |
| Lancia Musa    | 2009   |     | FIRE    | EasyPower  | GLP o gasolina | 4L   | 1368           | 8    | 77/ 6000           | 115/ 3250     | 163              | 13,5                       | 6,2               | 145 EURO 5         | No  | Delantera manual | 5    |

### 1.4 T-Jet
| Automóvil            | Inicio | Fin | Familia  | Tecnología      | Combustible    | Cil. | Cubicaje (cc.) | Vál. | Potencia (CV/ rpm) | Par (Nm/ rpm) | Vel. máx. (km/h) | Aceleración 0-100 km/h (s) | Consumo (l/100km) | Emisión CO2 (g/km) | S&S | Transmisión      | Rel. |
| -------------------- | ------ | --- | -------- | --------------- | -------------- | ---- | -------------- | ---- | ------------------ | ------------- | ---------------- | -------------------------- | ----------------- | ------------------ | --- | ---------------- | ---- |
| Alfa Romeo Giulietta | 2012   |     | TB       | EasyPower Turbo | GLP o gasolina | 4L   | 1368           | 16   | 120/ 5000          | 206/ 1750     | 195              | 10,3                       | 6,3               | 134 EURO 5         | No  | Delantera Manual | 6    |
| Alfa Romeo MiTo      | 2009   |     | TB       | EasyPower Turbo | GLP o gasolina | 4L   | 1368           | 16   | 120/ 5000          | 206/ 1750     | 198              | 8,8                        | 6,1               | 131 EURO 5         | No  | Delantera manual | 6    |
| Lancia Delta         | 2009   |     | TurboJet | EasyPower Turbo | GLP o gasolina | 4L   | 1368           | 16   | 120/ 5000          | 206/ 1750     | 195              | 9,8                        | 6,6               | 131 EURO 5         | No  | Delantera Manual | 6    |

### 1.6
| Automóvil     | Inicio | Fin | Familia | Tecnología | Combustible    | Cil. | Cubicaje (cc.) | Vál. | Potencia (CV/ rpm) | Par (Nm/ rpm) | Vel. máx. (km/h) | Aceleración 0-100 km/h (s) | Consumo (l/100km) | Emisión CO2 (g/km) | S&S | Transmisión      | Rel. |
| ------------- | ------ | --- | ------- | ---------- | -------------- | ---- | -------------- | ---- | ------------------ | ------------- | ---------------- | -------------------------- | ----------------- | ------------------ | --- | ---------------- | ---- |
| Fiat Multipla | 2001   |     |         | GPower     | GLP o gasolina | 4L   | 1596           | 16   | 103/ 5750          | 145/ 5000     | 170              | 12,6                       | 8,9               | 179 EURO 3         | No  | Delantera Manual | 5    |

## Automóviles
Grande Punto, Ypsilon

## Línea de tiempo

### Motorizaciones
| Motor     | 2001 | 2002 | 2003 | 2004 | 2005 | 2006 | 2007 | 2008 | 2009 | 2010 | 2011 | 2012 | 2013 | 2014 |
| --------- | ---- | ---- | ---- | ---- | ---- | ---- | ---- | ---- | ---- | ---- | ---- | ---- | ---- | ---- |
| 1.6       |      |      |      |      |      |      |      |      |      |      |      |      |      |      |
| 1.2 FIRE  |      |      |      |      |      |      |      |      |      |      |      |      |      |      |
| 1.4 FIRE  |      |      |      |      |      |      |      |      |      |      |      |      |      |      |
| 1.4 T-Jet |      |      |      |      |      |      |      |      |      |      |      |      |      |      |